# Стехновская волость

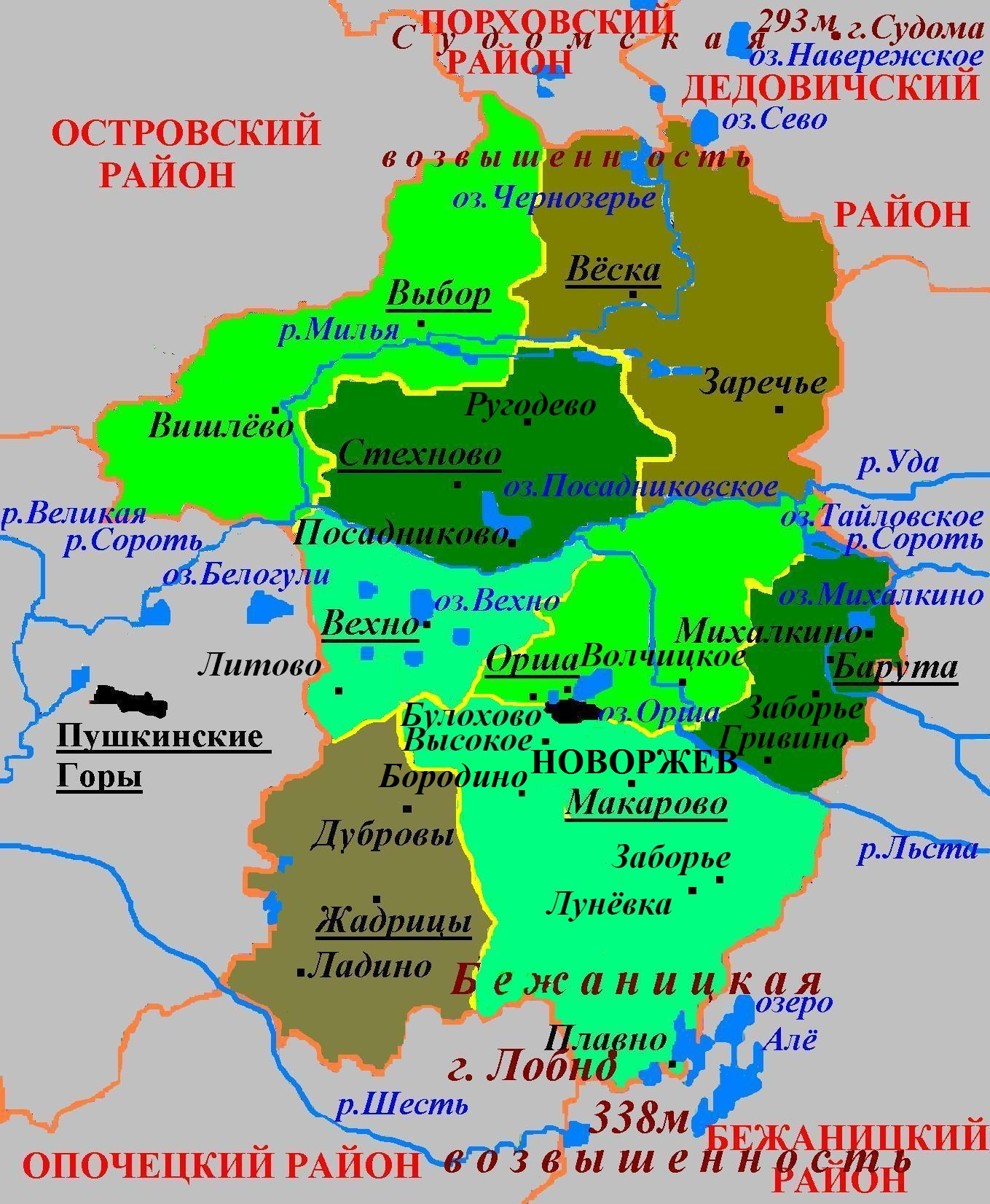
Административное деление Новоржевского района в 2005—2015 гг.

Стехновская волость — упразднённая административно-территориальная единица 3-го уровня и муниципальное образование со статусом сельского поселения в Новоржевском районе Псковской области России.
Административный центр — деревня Стехново.

## География
Территория волости граничила на западе и северо-западе с Выборской волостью, на северо-востоке и востоке — с Вёскинской волостью, на юге — с Вехнянской и Оршанской волостями Новоржевского района.
На территории волости расположены озёра: Посадниковское озеро (3,8 км², глубиной до 5,5 м), Ясень или Ясеньское (1,0 км², глубиной до 6 м) и др.

## Население
| 2002 | 2010 | 2012 | 2013 | 2014 | 2015 |
| ---- | ---- | ---- | ---- | ---- | ---- |
| 624  | ↘443 | ↘429 | ↗438 | ↘437 | ↗439 |

## Населённые пункты
В состав Стехновской волости входило 39 деревень: Соболицы, Панёво, Жихарево, Марково, Пискуново, Губкино, Стехово, Плушкино, Взгляды, Песчивицы, Залужье, Закулижье, Семёнкино, Малое Елисеево, Большое Елисеево, Посадниково, Тараскино, Речки, Ботвино, Ругодево, Бруствино, Усачёво, Жуково, Василево, Нешино, Никулино, Трубачево, Подтопкино, Марчиково, Давыдиха, Крутцы, Усадище, Стехново, Голово, Жигариха, Кураново, Трупехино, Улиткино, Хахалево.

## История
Постановлением Псковского областного Собрания депутатов от 26 января 1995 года все сельсоветы в Псковской области были переименованы в волости, в том числе Стехновский сельсовет был превращён в Стехновскую волость.
Законом Псковской области от 28 февраля 2005 года в границах Стехновской волости было также образовано муниципальное образование Стехновская волость со статусом сельского поселения с 1 января 2006 года в составе муниципальное образование Новоржевский район со статусом муниципального района.
Законом Псковской области от 30 марта 2015 года волость была упразднена и 11 апреля 2015 года включена в состав Выборской волости с административным центром в деревне Выбор.

## Культура
В деревне Посадниково находится Казанская церковь, построенная в 1739 году помещиком Артёмом Григорьевичем Ланским, объект исторического и культурного наследия общероссийского значения.